# Първомай
Вижте пояснителната страница за други значения на Първомай.
Първома̀й е град в Южна България, област Пловдив. До 31 януари 1894 година носи името Хаджѝ Елѐс, а до 5 януари 1946 година се казва Борѝсовград (наречен е на цар Борис III по случай неговото рождение на 30 януари 1894 г.). Първомай се намира в област Пловдив и е в близост до областните градове Пловдив, Стара Загора и Хасково. Градът е административен център на община Първомай. Притежава развита лека промишленост.
Населението на град Първомай към края на 2015 г. е съставено от 12 533 жители. По данни на НСИ населението на града към 31 декември 2018 г. е 12 120 жители.
По данни на ГРАО към 15 юни 2023 г. в града живеят 13 010 души по настоящ адрес и 15 004 души по постоянен адрес.

## География
- Релефът е преобладаващо хълмисто-равнинен. Климатът е преходно-континентален с изявени температурни контрасти. Почвите са чернозем (смолници, канелено-горски, ливадно-алувиални). Територията на общината е бедна на полезни изкопаеми.
- Почвено-климатичните и хидроложките условия обуславят специализацията и развитието на производството на зеленчуци, технически култури, трайни насаждения и зърнени култури.
- През територията на община Първомай протичат реките Марица, Каялийка, Мечка и редица по-малки рекички, които се вливат в тях. Има изградени два язовира от национално значение – „Брягово“ и „Езерово“, както и още тридесетина микроязовира, които гарантират необходимите количества вода за нуждите на селското стопанство и за развитието на воден и риболовен туризъм.
- Ценен воден ресурс са термалните минерални извори в селата Драгойново и Бяла река.
- Около водните обекти са разположени разнообразни широколистни гори.
- През територията на града преминават международния път Е 80, жп линията от Европа през София, Пловдив и Истанбул за Мала и Южна Азия, шосето от Стара Загора и Чирпан за Асеновград и Смолян. По-голяма част от пътникопотока е от транзитен характер и това обуславя възникването на редица обслужващи обекти – ресторанти, мотели, бензиностанции и газостанции.
- Автомагистрала „Марица“ минава в близост до Първомай.

## История
- Най-старото документирано споменаване на град Първомай е от 1576 г. То е в регистъра на джелепкешаните в българските земи, изготвен от Джафер, кадията на Пазарджик. Сведенията за двата днешни квартала на град Първомай – Любеново и Дебър, съществували като самостоятелни селища до 1969 г., са още по-стари – Любеново се споменава в турски документи от 1488 и 1576 г. като Югуртчии, а Дебър е отбелязан като Кьой де Ени Мусулман от венецианския дипломат и учен Бенедето Рамберти през 1534 г.
- След Руско-турската война 1877 – 1878 г. по Берлинския договор 1878 г. селището – дотогава в Османската империя с име Хаджи Елес, остава в Източна Румелия; присъединено е към България след Съединението 1885 г.[4]
- Според Музея на образованието в гр. Първомай първото училище е било изградено през 1836 г. Първи учител е поп Никола, който, освен обучението на учениците, извършва в училището и богослужения, църковни обреди – венчавки, кръщенета, опела. През 1849 г. е изграден и олтар, сградата е официално призната и осветена като църковен храм – запазената и до днес църква „Свети Димитър“.
- 1873 г. се открива официално железопътната линия от Търново-Сеймен до Белово. Тя дава тласък на развитието на селището. Куриозът е, че жп линията е трябвало да мине през село Дервент (дн. Дебър, квартал на града), но местните дервентци отклоняват предложението, за да не заглеждат пътниците жените им. Според други източници, първенец от Дервент подкупва австрийския инженер със 100 лири, за да промени трасето на жп линията. Логиката е, че влакът щял да плаши добитъка, а искрите от локомотива щели да палят посевите.
- За първи околийски управител през май 1879 г. е назначен Янко Копчев от Градина, тогава чирпанска околия. Назначен е и полицейски комисар, в града са разположени милиционерско-жандармерийски части – по същество въоръжените сили на Източна Румелия. Разкрит е и околийски съд (1879 г.)
- Открита е пощенска станция на 1 януари 1881 г.
- 1882 г. е построена болница с един лекар и 10 болнични легла, а през 1886 г. – и първата градска амбулатория.
- 1884 г. първото кредитно учреждение – земеделска каса, прераснала по-късно в клон на БЗКБ.
- На 18 януари 1894 г. се ражда престолонаследникът княз Борис Търновски. По начинание на местните първенци е решено да се промени името на града от турското Хаджи Елес на българското Борисовград. Идеята е подкрепена след бурен митинг и молебен. Инициативата е приета от централната власт и е одобрена с указ на българския княз Фердинанд. Селището носи името Борисовград до 1945 г.

### През войните за национално обединение
Голяма част от борисовградчани и околните села служат в Десети пехотен родопски полк в Първа пехотна бригада на Осма пехотна тунджанска дивизия към Първа армия или Втора армия през различните войни.
Борисовградчани през Балканската война в състава на полка участват в победите при с. Булдуркьой, с. Кадъркьой, с. Коюнлии, с. Юруш, при преминаването на придошлата р. Арда отблъскват 15 турски дружини, които ги атакуват. С бой завземат позициите си в Източния сектор около Одринската крепост. Дружина от полка участва в пленяването на 14-хиляден корпус на Явер паша на 15 ноември. На 27 януари 1913 г. в 5 ч. сутринта, при разместването на частите, турците предприемат атака срещу сектора и нахлуват в окопите на борисовградчани. Поручик Свраков повежда 1-ва рота на полка в контраатака на нож и отхвърля противника. Родопци атакуват през проходите и в 1:45 ч. на 13 март 1913 г. завладяват форта Айджи йолу, като борисовградчани, хасковлии и харманлийци са първите стъпили в Одринската крепост, което довежда до падането ѝ. Командващият войските в Източния сектор – ген. Георги Вазов, произнася репликата към частите на полка: „...Развълнуван до сълзи, аз им поблагодарих с прекъсващ от вълнение глас и им казвах: „Живейте, мои деца, целувам ви, славни герои!...“
Трима души от Борисовград са доброволци от Македоно-одринското опълчение.
В Междусъюзническата война 10-и пехотен полк се сражава успешно срещу сръбските войски в състава на 4-та армия на ген. Н. Ковачев в Македония, включително в голямата битка при Калиманци през юли 1913 г. Там 10-и пехотен полк успешно контраатакува сръбските войски и им нанася тежко поражение.
По време на Първата световна война борисовградчани са мобилизирани отново в 8-а пехотна дивизия. Те превземат българската крепост Ниш на 24 октомври 1915 г. След това се сражават в Македония, включително на завоя на р. Черна, където през есента на 1916 г. нанасят нови тежки поражения на настъпващите сръбски войски. През 1917 – 1918 г. борисовградчани защитават фронта на Добро поле. През септември 1918 г. 10-и Родопски полк успява да отрази многочислените атаки на сръбските и френски войски. Отстъпва позициите си след героична отбрана, като губи 70% от наличния състав.

### След Първата световна война
- От 1928 г. има запазени исторически данни за наличие на съдебна институция в региона. Тогава е действал т.нар. „мирови съд“.
- През април 1928 г. районът на Борисовград е засегнат от Чирпанското земетресение. Има разрушени много сгради.
- По време на Втората световна война (1941 – 1944 г.) в община Първомай действа партизанският отряд „Ангел войвода“.
- След Деветосептемврийския преврат през 1944 г. т.нар. Народен съд осъжда на смърт 19 души, които са разстреляни. Сред тях е капитан Бойко Ханджиев, току-що завърнал се от фронта, награден с най-големите бойни отличия и посрещнат в Хасково с цветя и приветствена реч от ген. Добри Терпешев. 10 души на възраст от 65 до 75 години са осъдени на доживотен затвор само заради това, че са дали по 1000 – 2000 лева за пенсии на семействата на стражари, убити от нелегалните. Главният обвинител на Народния съд, Георги Петров, споменава, че „тази жестока присъда даде доста лоши отражения в този край“.[6]
- На 1 май 1945 г. на специален митинг градът е прекръстен на Първомай. Д-р Георги Славчев дава идеята. На 5 май 1945 г. излиза заповед № 9159 за преименуването на града. Има идея от софийските комунисти да бъде наречен Равниград. Местните партийни „величия“ Мильо Гаделев и Иван Чуков обаче успяват да защитят предложението на доктора. Това е третото селище в България, носещо името на 1 май след село Първомай, Петричко, и село Първомайци, Горнооряховско. Двата опита за възвръщане на старото име на града след 1989 г. се провалят поради силната съпротива на местните комунисти и съюзниците им.
- През 1991 г. за пръв път некомунист става кмет. Това е Петър Ганев – тогава издигнат от коалицията СДС, а днес лидер на ДСБ и общински съветник. През 1995 г. независимият Тодор Начев Баръмов, подкрепен от БСП, е избран за кмет на общината. Той управлява два мандата до 2003 г. През 2003 г. за кмет е избран Ангел Папазов. Тогава са проведени едни от най-оспорваните избори. На първи тур действащият кмет Т. Баръмов, подкрепян от БСП, повежда с 6763 гласа срещу 4200 на втория Ангел Папазов, издигнат от Коалиция за Първомай в състав: НДСВ, ВМРО, ССД. На втория тур на 2 ноември 2003 г. се получава пълен обрат. Ангел Папазов печели с 9020 гласа или 52,05% срещу 8310 или 47,85% на Т. Баръмов. Само 710 гласа обезпечават победата на Папазов.
- През есента на 2007 г. има нови избори за кмет на общината и общински съветници. Тогава са регистрирани 9 кандидата за кмет. С 9384 гласа или 66,53% на балотажа Ангел Папазов от коалиция „Заедно за Първомайско“ (ССД и Земеделски народен съюз) е преизбран. Неговият съперник Тодор Начев Баръмов, издигнат от инициативен комитет, получава 4721 гласа или 33,47%.
- От 16 август 2005 г. до юли 2009 г. министър на транспорта от листата на БСП е първомаецът Петър Мутафчиев.

## Население
Числеността на населението на град Първомай по данните от преброяванията от 1934 г. насам се променя както следва:
| \| Година на преброяване \| Численост \| \| --------------------- \| --------- \| \| 1934 \| 9311 \| \| 1946 \| 10 268 \| \| 1956 \| 12 977 \| \| 1965 \| 15 321 \| \| 1975 \| 16 595 \| \| 1985 \| 17 136 \| \| 1992 \| 16 809 \| \| 2001 \| 15 370 \| \| 2011 \| 13 342 \| \| 2021 \| 11 513 \| |           |
| Година на преброяване | Численост |
| 1934 | 9311      |
| 1946 | 10 268    |
| 1956 | 12 977    |
| 1965 | 15 321    |
| 1975 | 16 595    |
| 1985 | 17 136    |
| 1992 | 16 809    |
| 2001 | 15 370    |
| 2011 | 13 342    |
| 2021 | 11 513    |

Етническият състав на населението по численост и дял на етническите групи според преброяването през 2011 г. е:
| Етнически групи     | Численост | Дял (в %) |
| Общо                | 13342     | 100       |
| Българи             | 11801     | 88,45     |
| Турци               | 209       | 1,57      |
| Цигани              | 657       | 4,92      |
| Други               | 13        | 0,10      |
| Не се самоопределят | 61        | 0,46      |
| Не отговорили       | 601       | 4,50      |

## Образование
В Първомай има две средни училища – Професионална гимназия по (икономика, екология, механизация, земеделие) селско стопанство „Васил Левски“ и СУ „Проф. д-р Асен Златаров“. Има още 2 основни училища: ОУ „Св. св. Кирил и Методий“ и ОУ „Георги Караславов“, 2 начални училища: НУ „Христо Ботев“ и НУ „Васил Левски“, както и четири детски градини – ОДЗ „8 март“, ЦДГ „Марица“, ЦДГ „Пролет“ и ЦДГ „Радост“.

## Редовни събития
- Майски културни тържества – събитието се провежда през месец май.
- Празник на тракийската народна музика и песен – през септември.
- Месец на поезията – през октомври.

## Личности
Родени
- Любомир Георгиев Вълков (28 юли 1935 – 24 ноември 1966), журналист, гл. редактор на в. „Студентска трибуна“, член на ЦК на ДКМС, загинал в самолетната катастрофа край Братислава
- Димитър Гочев (26 април 1943 – 20 октомври 2013), режисьор, два пъти театрален режисьор на годината на Германия (1991 и 2005 г.), трикратен победител в майските „Берлински театрални срещи“ (1992, 2004 и 2007 г.), театралната награда на Берлин (2011 г.)
- Петко Добчев (1955 – 2006), историк и библиограф, „Най-големият познавач на историята на правните институции“, като библиотеката при Висшия адвокатски съвет носи неговото име. Награден посмъртно с най-високото отличие на Министерство на правосъдието – огърлие с грамота.[10]
- Петър Иванов Динчев (1857 – 1925), юрист (дипломирал се в Прага), народен представител, министър на обществените сгради, пътищата и благоустройството, министър на земеделието
- Тоско Илиев (1895 – 1971), юрист, оперен певец, директор на Старозагорската опера
- Иван Георгиев Кръстев (1897 – 1959), помощник министър в министерството на земеделието, професор, аргроном, член-кореспондент, декан във ВСИ и зам.-ректор на ВИХВП
- Георги Караславов (1904 – 1980), писател, белетрист, драматург, академик, народен представител, член и зам.-председател на Президиума на НС, директор на Народния театър „Иван Вазов“
- Слав Караславов (1932 – 2002), писател, поет, белетрист, главен секретар на Съюза на българските писатели
- Еньо Манолов (1881 – 1961), юрист, председател на адвокатския съвет, кмет на Пловдив
- Грозю Диков Атанасов (1884 – 1951) – български ветеринарен лекар и университетски преподавател, политик и професор
- Йордан Качаков (1885 – 1934), юрист, народен представител, министър на правосъдието и главен прокурор
- Милю Ангелов Гаделев (Гъделев) (25 май 1908 – ?), партизанин, политически офицер, генерал-майор. Носител на ордени „Народна република България“ – I ст. (два пъти), „Народна свобода 1941 – 1944 г.“ – III ст. (два пъти), „9 септември 1944 г.“ – ст. с мечове, „Георги Димитров“ (1983), съветски орден „Червено знаме“ и други.
- Желязко Колев Колев (6 юни 1917 – ?), партизанин, офицер, генерал-майор, политик от БКП, юрист, докторска дисертация по право, професор по теория на държавата и правото, началник на Дирекцията на народната милиция, председател на Българската волейболна федерация и др. Носител на орден „Георги Димитров“ (юни 1977) и орден „Народна република България“ I степен.
- Никола Костадинов Стефанов (р. 14.01 1932), български философ и политик от БКП, член-кореспондент на БАН, от 1986 г. е началник на кабинета на Тодор Живков.
- Петър Мутафчиев (р. 1961), министър на транспорта, народен представител.
- Въльо Николов (р. 11 декември 1961) е български учен, професор в областта на „Двигатели с вътрешно горене“, директор на филиала на Технически университет – София в град Пловдив, има 107 научни труда, съавтор е на два учебника, две ръководства за курсово проектиране и два патента за изобретение. Участвал е в седемнадесет научноизследователски и внедрителски проекти.
- Васил Сгурев (р. 1936), математик, български учен, академик на Българската академия на науките, председател на Федерацията на научно-техническите съюзи, електроинженер. Член-кореспондент (1989), награден с орден „Стара планина“ 2-ра степен.
- Иван Чуков (1911 – 1979), български партизанин и генерал-майор
- Демир Янев (1910 – 1992), български партизанин, народен представител, министър на народната просвета
- Атанас Щерев (р. 3 април 1945), български лекар, общественик, политик, известен като „бащата на инвитрото“ в България и с президентски указ (януари 2015) е удостоен с орден „Стара планина“ – първа степен за заслугите му в областта на репродуктивната медицина и развитието на модерното акушерство и гинекология и за активната му обществена дейност.
- Нури Димитрова (р. 20 декември 1973) – моден дизайнер и гемолог. Създател на марките за дрехи и мода NIKOL и Nur Design.
- Спасимир Запрянов Балев (1979 – 2013), български учен, доктор на физико-математическите науки, ядрен физик
- Тезджан Наимова (р. 1987), лекоатлет
- Иван Караславов (1949 – 2020), председател на НЧ „Св. Св. Кирил и Методий – 1894 г., общественик
- Христо Йорданов Даскалов (р. 1959), професор, общественик, народен представител, изпълнителен директор на БАБХ, зам.-председател на ССА

Свързани с града
- Ваня Петкова (1944 – 2009), поетеса, писател, публицист, журналист и преводач.
- Константин Рамшев (р. 19 май 1953), български лекар, професор от Военномедицинска академия
- Стойчо Кузмов Стоев (02 октомври 1919 – 18 ноември 1985) – народен музикант, кларинетист, основател и ръководител на „Първомайската група“;

## Култура и спорт
- Основа на изявите в културната област са двете читалища, работещи в града – читалище „Св. св. Кирил и Методий“ в гр. Първомай с филиал в кв. Любеново и читалище „Просвета“ в кв. Дебър. Към тях са изградени редица самодейни колективи: Ансамбъл за народни песни и танци, оркестър „Дионис“, оркестър „Веселите момчета“, драматични състави, фолклорни формации, група за руски песни, група за стари градски песни, библиотеки, клуб на дейците на културата и ред други, които развиват много богата дейност и изнасят концерти, представления и спектакли в града, общината, страната и дори в чужбина.
- Храм „Св. вмчк Георги“ – основната черква в града[11]
- Храм „Св. Николай Мирликийски Чудотворец“ – намира се в квартал „Дебър“[12]
- В града има няколко параклиса – те са посветени на свети Атанасий, свети Димитър Солунски Чудотворец, свети Пантелеймон и светите апостоли Петър и Павел[13]
- В областта на спорта работят няколко спортни клуба: „Борислав“, ФК „Марица-1951“ – кв. Любеново, ФК „Ботев Дебър“ – по футбол; „Атлет“ – по бадминтон, „Олимп-2002“ – по тенис на маса, клубът за конен спорт „Каубой“, шахматен клуб „Дуел“. Футболният клуб „Борислав“ има записани няколко сезона в Б ПФГ и добри постижения в турнирите за купата на страната. Първомай има славно минало във волейбола. Волейболът в Първомай води началото си от 1931 г. Местен отбор се е състезавал във втора А ПВГ. Сериозни успехи са постигнати в леката атлетика, водомоторния спорт, хандбала и през последните години особено в бадминтона (СК „Атлет“), където са завоювани редица републикански титли.
- Традиционен Коледен футболен турнир, се организира от Община Първомай и ФК „Борислав“.[14]
- В началото на месец февруари традиционно се организира от Община Първомай Празник на виното и винопроизводството.[15]
- През пролетта се организира „The dog show – Parvomai“ – международна киноложка изложба благодарение на Киноложкото дружество в Първомай и с помощта на община Първомай, която е съорганизатор на събитието.[16]
- Първомай разполага с голям плувен комплекс и стадион с капацитет от 5000 места.[17]
- В Първомай е роден бившият титулярен вратар на ПФК Ботев Пловдив Лилчо Арсов.
- В града съществува конгрешанска църковна община, част от Съюза на евангелските съборни църкви.[18]

## Природни забележителности
- Връх Драгойна (813 m) – прастаро тракийско селище.
- с. Виница – едно от малкото естествени находища на блатно кокиче в страната.
- Фосилни находки от гръбначни животни, представители на хоботните бозайници в землищата на селата Бяла река, Езерово и Православен.
- Югоизточно от село Добри дол е известното праисторическо селище „Кале“, където животът е текъл интензивно от най-дълбока древност до падането на България под османско владичество.
- Между Езерово и Драгойново е язовир „Езерово“, който предлага добри условия за риболовен туризъм.
- Първомайски провлак на остров Гринуич в Южни Шетландски острови, Антарктида е кръстен на Първомай. Остров Гринуич се състои от Северозападен дял, зает от Дряновските възвишения, и югоизточен – от Брезнишките възвишения.

## Музеи
- Запазени реликви от старо време съществуват в единствения музей в града, намиращ се в ОУ „Св. св. Кирил и Методий“.
- Една от основните забележителности в община Първомай се намира в село Езерово – къщата музей на известната българска поетеса Ваня Петкова, която прекарва последните 9 години от живота си там. Именно в Езерово са написани последните литературни шедьоври на талантливата и уникална българска поетеса. Къщата музей е в самото начало на селото с паметна плоча, дарена от Община Първомай. За къщата музей в Езерово се грижи дъщерята на поетесата, известната преводачка и журналистка Оля Ал-Ахмед, която има голям принос в културния живот на селото и в региона като цяло.
- Къща музей на големия български писател и общественик Георги Караславов. Къщата се намира в кв. Дебър. Едни от най-известните му романи са „Снаха“ и „Селкор“, и двата са филмирани.